# Porta-voz da Casa Branca
O porta-voz da Casa Branca (em inglês White House Press Secretary) é o porta-voz do presidente dos Estados Unidos. Em geral, por ser colaborador do mesmo, ele faz parte do Gabinete Executivo do Presidente dos Estados Unidos. Desde 20 de janeiro de 2025, Karoline Leavitt ocupa o cargo de Secretária de Imprensa no governo do Presidente dos Estados Unidos Donald Trump.
Ele tem por função coletar informações sobre os atos e eventos da administração presidencial e fazer contato com a imprensa, geralmente num encontro diário com os correspondentes de imprensa credenciados na Casa Branca. Ele comenta a agenda presidencial do dia, com quais personalidades ele se encontrará ou dá a posição oficial da administração sobre as notícias do dia e os eventos nacionais e internacionais.
Ele também responde tradicionalmente às questões dos jornalistas em encontros ou conferências de imprensa geralmente televisionados na sala de imprensa da Casa Branca, a Sala de Imprensa James S. Brady (que foi nomeada em homenagem ao porta-voz James Brady, gravemente ferido numa tentativa de assassinato do Presidente Reagan em 1981).
O cargo existe desde os anos 20, a partir do segundo mandato de Hoover. O cargo foi ocupado frequentemente por personalidades da imprensa, como Stephen Early (porta-voz de Franklin D. Roosevelt), que era repórter da United Press International e correspondente da Associated Press, ou até mesmo James C. Hagerty (porta-voz de Dwight D. Eisenhower, que era jornalista do New York Times).

## Lista dos porta-vozes
| Ano(s) | Porta-Voz               | Presidente            |
| --- | ----------------------- | --------------------- |
| 1929–1930 | George Edward Akerson   | Herbert Hoover        |
| 1930–1933 | Ted Joslin              | Herbert Hoover        |
| 1933–1945 | Stephen Early           | Franklin D. Roosevelt |
| 1945 | J. Leonard Reinsch      | Franklin D. Roosevelt |
| 1945 | Jonathan W. Daniels     | Franklin D. Roosevelt |
| 1945 | Jonathan W. Daniels     | Harry S. Truman       |
| 1945–1950 | Charles Griffith Ross   |                       |
| 1950 | Stephen Early           |                       |
| 1950–1952 | Joseph Short            |                       |
| 1952–1953 | Roger Tubby             |                       |
| 1953–1961 | James Hagerty           | Dwight D. Eisenhower  |
| 1961–1964 | Pierre Salinger         | John F. Kennedy       |
| 1961–1964 | Pierre Salinger         | Lyndon B. Johnson     |
| 1964–1965 | George Reedy            |                       |
| 1965–1966 | Bill Moyers             |                       |
| 1966–1969 | George Christian        |                       |
| 1969–1974 | Ron Ziegler             | Richard Nixon         |
| 1974 | Jerald terHorst         | Gerald Ford           |
| 1974–1977 | Ron Nessen              | Gerald Ford           |
| 1977–1981 | Jody Powell             | Jimmy Carter          |
| 1981–1989 | James Brady ¹           | Ronald Reagan         |
| 1981–1987 | Larry Speakes ²         | Ronald Reagan         |
| 1987–1989 | Marlin Fitzwater ²      | Ronald Reagan         |
| 1989–1993 | Marlin Fitzwater        | George H.W. Bush      |
| 1993–1994 | Dee Dee Myers 3         | Bill Clinton          |
| 1993 | George Stephanopoulos 4 | Bill Clinton          |
| 1994–1998 | Mike McCurry            | Bill Clinton          |
| 1998–2000 | Joe Lockhart            | Bill Clinton          |
| 2000–2001 | Jake Siewert            | Bill Clinton          |
| 2001–2003 | Ari Fleischer           | George W. Bush        |
| 2003–2006 | Scott McClellan         | George W. Bush        |
| 2006–2007 | Tony Snow               | George W. Bush        |
| 2007–2009 | Dana Perino             | George W. Bush        |
| 2009-2011 | Robert Gibbs            | Barack Obama          |
| 2011-2014 | Jay Carner              | Barack Obama          |
| 2014-2017 | Josh Earnest            | Barack Obama          |
| 2017-2017 | Sean Spicer             | Donald Trump          |
| 2017-2019 | Sarah Huckabee Sanders  | Donald Trump          |
| 2019-2020 | Stephanie Grisham       | Donald Trump          |
| 2020-2021 | Kayleigh McEnany        | Donald Trump          |
| 2021-2022 | Jen Psaki               | Joe Biden             |
| 2022-2025 | Karine Jean-Pierre      | Joe Biden             |
| 2025-presente | Karoline Leavitt        | Donald Trump          |
| ¹ Gravemente ferido na tentativa de assassinato de Ronald Reagan em 1981, permaneceu oficialmente no cargo. ² Porta-voz de facto (como porta-voz adjunto da Casa Branca). 3 Primeira mulher porta-voz. 4 Porta-voz de facto (como diretor de comunicação da Casa Branca). |                         |                       |

## Nota
- Este artigo foi inicialmente traduzido, total ou parcialmente, do artigo da Wikipédia em francês cujo título é «Porte-parole de la Maison Blanche».